# Montse Ribé
Montserrat Ribé i Parellada (Molins de Rei, 1971) è un'effettista, truccatrice e attrice spagnola, vincitrice del Premio Oscar ai migliori trucco e acconciatura per Il labirinto del fauno.

## Biografia
Montsé Ribé ha vinto nel 2007 con David Martí il Premio Oscar al miglior trucco e acconciatura per Il labirinto del fauno di Guillermo del Toro. Ha ricevuto la sua seconda candidatura nel 2024 per La società della neve di Juan Antonio Bayona. Dal 2007 fa parte dell'Academy of Motion Picture Arts and Sciences. 

## Filmografia

### Effettista

#### Cinema
- Atolladero, regia di Óscar Aibar (1995)
- La comunidad - Intrigo all'ultimo piano (La comunidad), regia di Álex de la Iglesia (2000)
- Lucía y el sexo, regia di Julio Medem (2001)
- La spina del diavolo (El espinazo del diablo), regia di Guillermo del Toro (2001)
- Dagon - La mutazione del male (Dagon, la secta del mar), regia di Stuart Gordon (2001)
- Parla con lei (Hable con ella), regia di Pedro Almodóvar (2002)
- La mala educación, regia di Pedro Almodóvar (2004)
- I delitti della luna piena (Romasanta: The Werewolf Hunt), regia di Paco Plaza (2004)
- Fragile - A Ghost Story (Frágiles), regia di Jaume Balagueró (2005)
- Il labirinto del fauno (El laberinto del fauno), regia di Guillermo del Toro (2006)
- Los Totenwackers, regia di Ibon Cormenzana (2007)
- The Orphanage (El Orfanato), regia di Juan Antonio Bayona (2007)
- Con gli occhi dell'assassino (Los ojos de Julia), regia di Guillem Morales (2010)
- Le avventure di Fiocco di Neve (Floquet de Neu), regia di Andrés G. Schaer (2010)
- Mil cretins, regia di Ventura Pons (2011)
- Bad Time (Mientras duermes), regia di Jaume Balagueró (2011)
- Paranormal Xperience 3D, regia di Sergi Vizcaino (2011)
- El cuerpo, regia di Oriol Paulo (2012)
- El Niño, regia di Daniel Monzón (2014)
- Rec 4: Apocalypse (REC 4: Apocalipsis), regia di Jaume Balagueró (2014)
- Crimson Peak, regia di Guillermo del Toro (2015)
- Julieta, regia di Pedro Almodóvar (2016)
- Sette minuti dopo la mezzanotte (A Monster Calls), regia di Juan Antonio Bayona (2016)
- Contrattempo (Contratiempo), regia di Oriol Paulo (2016)
- Il faro delle orche (El faro de las orcas), regia di Gerardo Olivares (2016)
- La settima musa (Muse), regia di Jaume Balagueró (2017)
- Dolor y gloria, regia di Pedro Almodóvar (2019)
- Amigo, regia di Óscar Martín (2019)
- Madres paralelas, regia di Pedro Almodóvar (2021)
- Secaderos, regia di Rocio Mesa (2022)

#### Televisione
- Ella es tu padre - serie TV, 12 episodi (2017-2018)
- Mira lo que has hecho - serie TV, episodio 3x02 (2020)
- Tutti mentono (Todos mienten) - serie TV, 6 episodi (2023-2024)

#### Cortometraggi
- Aftermath, regia di Nacho Cerdà (1994)
- Días sin luz, regia di Jaume Balagueró (1996)
- Desaliñada, regia di Gustavo Salmerón (2001)

### Truccatrice

#### Cinema
- La mujer más fea del mundo, regia di Miguel Bardem (1999)
- El corazón del guerrero, regia di Daniel Monzón (1999)
- Lucía y el sexo, regia di Julio Medem (2001)
- Killing Words – Parole assassine (Palabras encadenadas), regia di Laura Mañá (2003)
- The Nun (La Monja), regia di Luis de la Madrid (2005)
- Doom, regia di Andrzej Bartkowiak (2005)
- The Kovak box - Controllo mentale (The Kovak Box), regia di Daniel Monzón (2006)
- Il labirinto del fauno (El laberinto del fauno), regia di Guillermo del Toro (2006)
- The Orphanage (El Orfanato), regia di Juan Antonio Bayona (2007)
- Hellboy: The Golden Army, regia di Guillermo del Toro (2008)
- Manolete, regia di Menno Meyjes (2008)
- Forasters, regia di Ventura Pons (2008)
- Paintball, regia di Daniel Benmayor (2009)
- Agora, regia di Alejandro Amenábar (2009)
- Cella 211 (Celda 211), regia di Daniel Monzón (2009)
- Gainsbourg (vie héroïque), regia di Joann Sfar (2010)
- Biutiful, regia di Alejandro González Iñárritu (2010)
- La pelle che abito (La piel que habito), regia di Pedro Almodóvar (2011)
- Paranormal Xperience 3D, regia di Sergi Vizcaino (2011)
- The Impossible, regia di Juan Antonio Bayona (2012)
- La madre, regia di Andy Muschietti (2013)
- La migliore storia di Paulo Coelho (Não Pare na Pista: A Melhor História de Paulo Coelho), regia di Daniel Augusto (2014)
- Crimson Peak, regia di Guillermo del Toro (2015)
- Dark Hall (Down a Dark Hall), regia di Rodrigo Cortés (2018)
- Dolor y gloria, regia di Pedro Almodóvar (2019)
- Possession - L'appartamento del diavolo (Malasaña 32), regia di Albert Pintó (2020)
- Communion girl (La niña de la comunión), regia di Victor Garcia (2022)
- La società della neve (La sociedad de la nieve), regia di Juan Antonio Bayona (2023)

#### Televisione
- Vicente Ferrer, regia di Augustín Crespi - film TV (2013)
- Westworld - Dove tutto è concesso (Westworld) - serie TV, 3 episodi (2020)
- The Unlikely Murderer (Den Osannolika Mördaren) - miniserie TV, episodio 1x03 (2021)

#### Cortometraggi
- La metamorfosi de Franz Kafka, regia di Carlos Atanes (1994)

### Attrice
- Hellboy: The Golden Army, regia di Guillermo del Toro (2008)
- Gainsbourg (vie héroïque), regia di Joann Sfar (2010)

## Riconoscimenti
- Premio Oscar
  - 2007 - Miglior trucco e acconciatura per Il labirinto del fauno
  - 2024 - Candidatura al miglior trucco e acconciatura per La società della neve
- Premi BAFTA
  - 2007 - Candidatura ai migliori effetti speciali per Il labirinto del fauno
- Premio Goya
  - 2002 - Candidatura ai migliori effetti speciali per La spina del diavolo
  - 2003 - Candidatura ai migliori effetti speciali per Parla con lei
  - 2005 - Candidatura ai migliori effetti speciali per I delitti della luna piena
  - 2006 - Migliori effetti speciali per Fragile - A Ghost Story
  - 2007 - Migliori effetti speciali per Il labirinto del fauno
  - 2008 - Candidatura ai migliori effetti speciali per The Orphanage
  - 2013 - Candidatura al miglior trucco e acconciatura per The Impossible
  - 2020 - Candidatura al miglior trucco e acconciatura per Dolor y gloria
  - 2024 - Miglior trucco e acconciatura per La società della neve